# Al Thornton
Pour les articles homonymes, voir Thornton.
Al Thornton, né le 7 décembre 1983 à Perry dans l'État de Géorgie, est un joueur américain de basket-ball. Il mesure 1,98 m.

## Carrière
Al Thornton accomplit une carrière de quatre ans dans l'équipe universitaire des Seminoles de Florida State de l'université d'État de Floride. Il obtient de nombreuses distinctions lors de son année senior, dont une sélection dans la « AP All-American 3rd team », une sélection dans la « All-ACC 1st team ». Il est le meilleur marqueur de la Atlantic Coast Conference (ACC). Cependant, les Seminoles ne se qualifient pas pour le tournoi NCAA pour la 9e saison de suite et dispute le tournoi NIT.
Thornton est sélectionné au 14e rang de la draft 2007 par les Los Angeles Clippers. Il obtient un faible temps de jeu en début de saison, mais avec les nombreuses blessures des intérieurs des Clippers Paul Davis, Tim Thomas et Elton Brand, Thornton partage son temps de jeu entre les postes d'ailier fort et d'ailier.
Début 2008, Thornton réalise des moyennes de 15,2 points, 4,9 rebonds et 1,6 passe décisive par rencontre. Le 30 janvier 2008, Thornton inscrit 33 points contre les Hawks d'Atlanta. Le 29 mars 2008, Thornton égale le record de la franchise pour un rookie en marquant 39 points lors d'une victoire contre Memphis. Al Thornton est nommé dans la NBA All-Rookie Team 2008.
En mars 2009, alors que les Clippers sont en pleine saison décevante, Donald Sterling, le propriétaire de la franchise est allé parler à l'équipe après une lourde défaite à domicile face aux San Antonio Spurs; il aurait notamment dit à Thornton qu'il était "le joueur le plus égoïste qu'il ait jamais vu".
Inclus dans un échange entre de nombreuses équipes NBA, il renforce la raquette des Wizards. Coupé par le club en mars 2011, il est signé par les Warriors de Golden State quelques heures après.